# Cruiser Mk II
Cruiser Tank Mark II, znany także jako A10 – brytyjski czołg pościgowy zaprojektowany przed II wojną światową równolegle z Cruiser Mk I; używany wyłącznie przez wojska brytyjskie.

## Historia i opis konstrukcji
Podobnie jak A9, model A10 został opracowany przez Sir Johna Cardena, główne zmiany polegały na usunięciu dwóch kadłubowych wieżyczek z karabinami maszynowymi i dołożeniu dodatkowego opancerzenia na zewnątrz pojazdu, podwajając mniej więcej grubość pancerza w porównaniu z wersją A9.  Łącznie wyprodukowano 205 pojazdów tego typu.
Uzbrojenie główne było identyczne jak w modelu A9 (działo 40 mm i karabin maszynowy Vickers w wieży). Zamiast kadłubowych wieżyczek karabinów maszynowych, umieszczono w kadłubie po prawej stronie kierowcy karabin maszynowy Besa.
Mark II wszedł do służby w grudniu 1939, ale nie był konstrukcją udaną. Wzmocnienie pancerza, przy jednoczesnym pozostawieniu silnika o relatywnie niskiej mocy, sprawiło, że pojazd stał się powolny niczym typowe czołgi piechoty (choć był znacznie słabiej od nich opancerzony).

## Modele produkcyjne
- Mark II

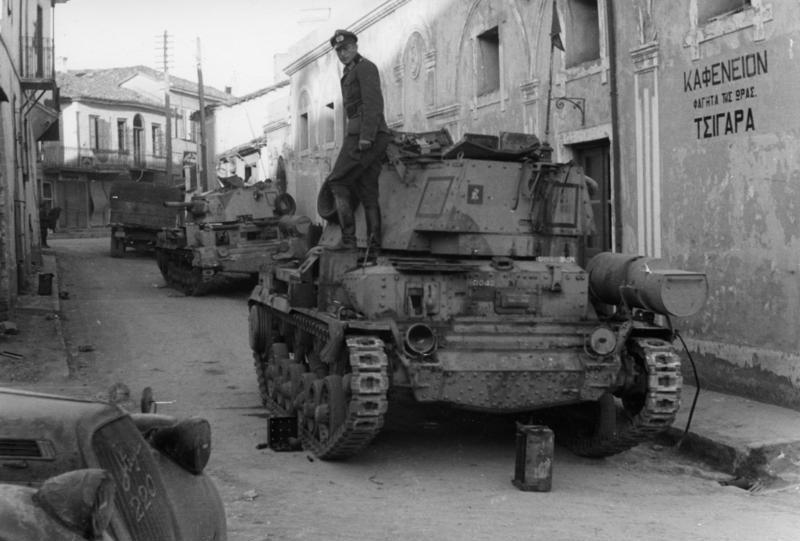
Porzucone brytyjskie czołgi A10 w Grecji

Oficjalnie zaklasyfikowany jako „ciężki czołg pościgowy”, 31 czołgów tego typu zostało wysłanych do Francji i weszło na wyposażenie 1 Dywizji Pancernej.  W czasie walk kampanii francuskiej nie okazały się zbytnio przydatne, ale służyły do końca 1941 w Afryce Północnej.
- Mark IIA

Vickers z wieży zamieniony na drugi karabin maszynowy Besa.
- Mark IIA CS

„Close support” (bliskiego wspomagania, współpracy z piechotą), uzbrojony w haubicę 3,7" (94 mm) używaną głównie do strzelania pociskami dymnymi (zapas amunicji 40 naboi). Nieprawdziwe jest stwierdzenie, że haubica ta nie mogła strzelać amunicją odłamkowo-burzącą. Mogła, ale większość ładunku amunicji (czasami cały) stanowiły pociski dymne.